# Цвіткове (селище)
Цвітко́ве (в минулому (до 22 жовтня 1960 року) — Свобода) — селище в Черкаському районі Черкаської області в складі Городищенської міської громади, залізничний вузол.

## Географія
Селище знаходиться в південно-східній частині Придніпровської височини за 21 км від районного центру — міста Городище. Площа — 291,67 га, із них сільгоспугідь — 140,57 га.

## Населення
Населення селища становить 1130 осіб (1 січня 2022; 1313 в 2007).

## Історичні відомості
Станція та селище названо за прізвищем поміщика, який володів навколишніми землями — Митрофана Цвєткова. Залізницю Знам'янка — Фастів через Цвіткове було здано в експлуатацію в 1876 році. Того ж року збудовані приміщення станції, невелике депо та чотири житлових будинки. В 1906 році в Цвітковому відбувся збройний виступ робітників станції і селян Калинівки, який очолив робітник П. Я. Яблунівський. Виступ був придушений, а його учасники ув'язнені. З 1913 року Цвіткове — вузлова станція.
З 1918 року в степу за колією починають зводитись садиби залізничників, які приходили працювати на станцію. Так утворився хутір Свобода Калинівської сільської ради. У 1923 році тут відкрилася початкова школа, у 1927 році — семирічка.
У німецько-радянській війні брали участь 60 жителів села, 34 із них загинули, 42 відзначені урядовими нагородами, серед них Кравець Іван Потапович — кавалер орденів Червоної Зірки, Вітчизняної війни та Богдана Хмельницького, нагороджений медаллю «За оборону Ленінграда». У боях за селище загинуло 56 воїнів, останки яких перенесено до братської могили, а загиблим цвітківчанам встановлено обеліск Слави. 
Саме селище було відвойоване 6 лютого 1944 року військами 52-ї армії 2-го Українського фронту.
У повоєнний час населення хутора Свобода зростало, і на січень 1961 року його було перейменовано на сучасну назву і надано статус селища міського типу.
Село постраждало внаслідок геноциду українського народу, проведеного окупаційним урядом СРСР 1932—1933 та 1946–1947 роках[джерело?].

## Сучасність
Нині на території селища працює середня школа, збудована в 1965 році, де навчається 123 учні, є дитячий садок на 40 місць, центр культури та дозвілля, залізнична амбулаторія, аптека, відділення зв'язку та філія Ощадбанку. Працюють 5 приватних магазинів, а також 8 підрозділів Одеської залізниці, найбільші з них: КМС-129 та залізнична станція.

Паротяг Су251-86, що використовувався у зйомках фільму «Поводир»

У 2003 році у зв'язку із введенням в експлуатацію швидкісної магістралі Київ — Дніпропетровськ була проведена реконструкція станції та прилеглих територій, збудовано нове сучасне приміщення вокзалу. У 2005–2006 роках селище було газифіковано.
Влітку 2012 року в селищі проходили зйомки художнього фільму «Поводир», спільного українсько-американського проекту режисера Олеся Саніна. Селище було обрано через те, що в його депо містяться раритетні паровози, які не лише відремонтовані, а й можуть здійснювати рух.

## Персоналії
Жителі села В. Г. Абашкін та П. І. Подмогін нагороджені орденом Леніна, вчителька Ю. Г. Слуцька — орденом «Знак Пошани».